# Michael Franke (Bildhauer)
Michael Franke (* 1946 in Ershausen bei Eisenach) ist ein deutscher Bildhauer. Er lebt im nordrhein-westfälischen Erkelenz. Schon sein Vater, Karl Franke, studierte Bildhauerei und war Meisterschüler von Professor Ewald Mataré. Michael Franke arbeitete von 1967 bis 1973 mit seinem Vater zusammen. Während dieser Zeit absolvierte er 1968 seine Steinbildhauerlehre bei Wolfgang Kuhn in Neuss.
Franke studierte von 1969 bis 1976 an der RWTH Aachen Architektur bei Fritz Eller und Plastik bei Elmar Hillebrand. Seit 1976 ist er freischaffender Bildhauer und Planer.

## Werke

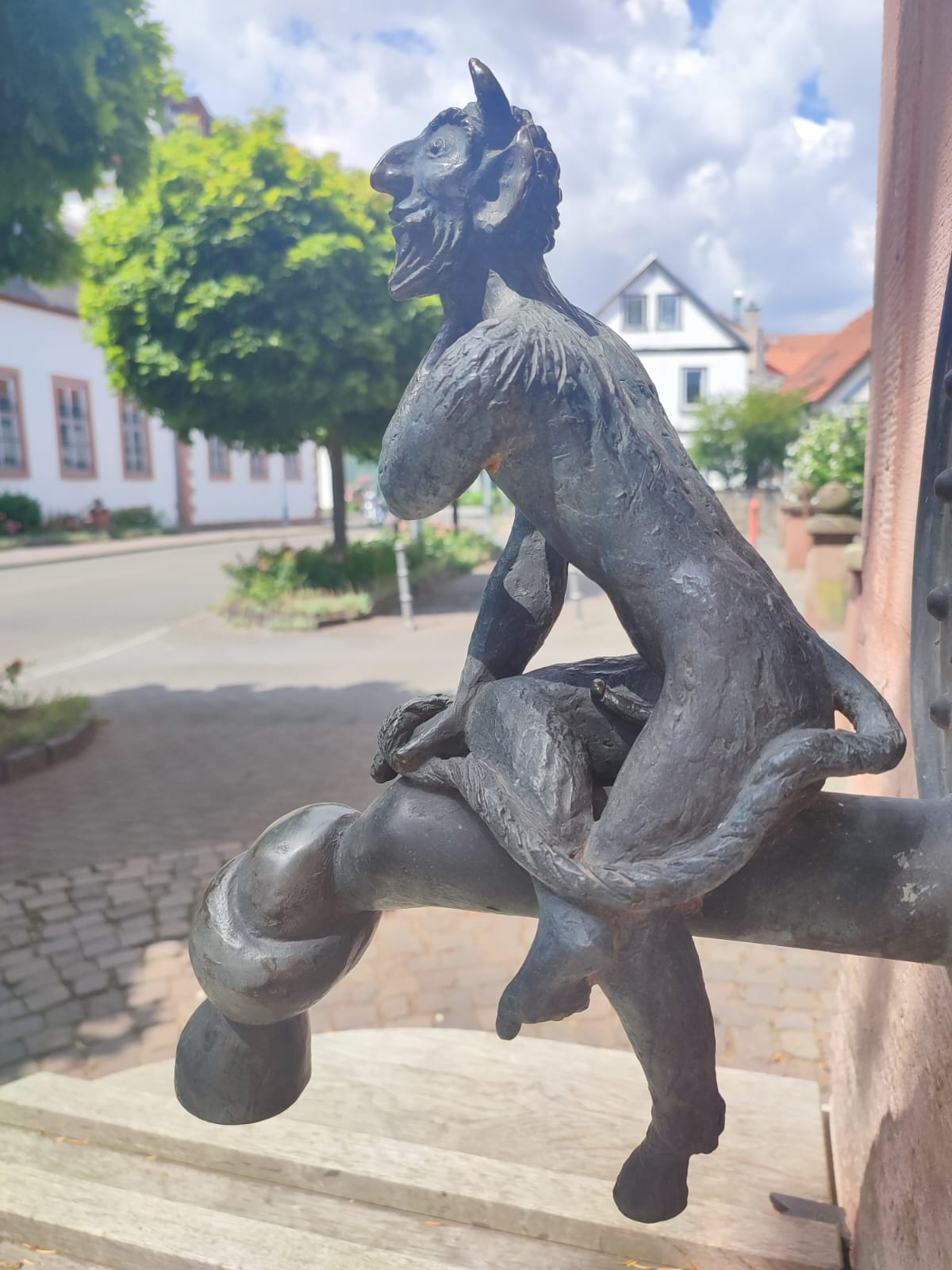
Brunnenteufelchen in Hanau

- 1987: Franziskusbrunnen, Franziskanerplatz Erkelenz[10] hier irrtümlich Bernd Franke genannt
- 1989: Teufelchen am alten Brunnenstock, Hanau
- 1998: Der Wilde Bernd, Nienborg
- 2008: Mühlsteinbrunnen senkrecht, Erkelenzer Baugebiet Oerather Mühlenfeld[11][12]
- 2010: Sämann, Vinkrath
- 2013: Rekonstruktion der Büste von Thomas Mann für die Thomas-Mann-Schule (Europaschule SH), Lübeck
- 2016: Bronzerelief altes Borschemich mit den zerstörten Denkmälern Kirche St. Martinus (Borschemich), Borschemicher Linde und Haus Paland für den neuen Dorfplatz in Erkelenz-Borschemich (neu)[13]
- 2017: 3 Bronzeplastiken: Der Seckschürger, St. Lambertus (Immerath) und Immerather Mühle, auf dem neuen Immerather Markt im Umsiedlungsort Erkelenz-Immerath (neu)[14]
- 2019: Die Schöpfung, Kirchenfenster evangelische Kirche Erkelenz[15]
- Die Lesenden, Stadtbücherei Erkelenz[16] hier irrtümlich Bernd Franke genannt